# Teli-See
Der Teli-See (arabisch تحيرة تيلي, französisch Lac Teli) ist der größte der Seen von Ounianga im Ounianga Serir. Er liegt in der Provinz Ennedi Ouest im Nordostbecken des Tschad.

## Beschreibung
Die Seen von Ounianga fallen durch ihre in Nord-Süd-Richtung verlaufenden Landzungen auf, die durch den Passatwind gebildet werden. Sie sind der Rest eines viel größeren Sees, der dieses Becken während der so genannten grünen Sahara-Zeit, die von rund 10.000 bis 1500 v. Chr. dauerte, füllte.

## Hydrogeologie
Der Teli-See ist ein Salzsee und zeichnet sich durch einen komplexen unterirdischen Austauschprozess mit den anderen Seen im Ounianga aus. Dieser Mechanismus ermöglicht unter den herrschenden extremen Umweltbedingungen die Existenz der anderen Seen als Süßwasserseen.